# Гастон, гроф од Еу
Гастон, гроф од Еу (фр. Louis Philippe Marie Ferdinand Gaston; 28. априла 1842 — 28. август 1922) је био француски принц и војни командант који се борио у Шпанско-мароканском рату и Парагвајском рату. Био је први син Луја, војводе од Немура и принцезе Викторије од Сакс-Кобурга и Готе, и био је ожењен принцезом Изабелом, ћерком Педра II од Бразила и наследницом бразилског престола.
Луј Филип Мари Фердинанд Гастон од Орлеана је најстарији син Луја, војводе од Немура и принцезе Викторије од Сакс-Кобурга и Готе. Његови баба и деда по оцу били су краљ Луј Филип И, краљ Француза и Марија Амалија од Две Сицилије, а по мајци принц Фердинанд од Сакс-Кобурга и Готе и принцеза Марија Антонија фон Кохари.